# 정호진 (야구인)
정호진(1974년 1월 5일 ~ )은 전 KBO 리그 롯데 자이언츠의 포수이다.

## 선수 시절

### 롯데 자이언츠시절
1992년에 입단하였다. 1998년에 은퇴할 때까지 포수로 활동했다.

## 야구선수 은퇴 후
2013년부터 마산용마고등학교의 인스트럭터로 활동했다. 2019년부터 롯데 자이언츠의 2군 배터리코치로 활동했다. 2021년 5월 11일에 허문회가 감독직에서 해임됨과 동시에 래리 서턴이 2군 감독에서 감독으로 승격되자 2군 감독 대행을 맡게 됐다. 2022년부터 롯데 자이언츠의 2군 감독으로 활동했다.